# Prîbutok, Radomîșl
Prîbutok (în ucraineană Прибуток) este un sat în comuna Zankî din raionul Radomîșl, regiunea Jîtomîr, Ucraina.

## Demografie
Componența lingvistică a localității Prîbutok
     Ucraineană (100%)
Conform recensământului din 2001, toată populația localității Prîbutok era vorbitoare de ucraineană (100%).